# Mikroregion Cínovec
Mikroregion Cínovec je dobrovolný svazek obcí v okresu Teplice, jeho sídlem je Dubí a jeho cílem je koordinace územních plánů, koordinace významných investičních akcí, vytváření, projektování a realizace společných projektů, slaďování zájmů a činností místních samospráv, vytváření, zmnožování a samospráva společného majetku, všeobecná ochrana životního prostředí, společný postup při dosahování ekologické stability, zastupování členů sdružení při jednání o společných věcech, vytváření předpokladů pro podnikatelskou a spolkovou činnost a propagace sdružení a jeho zájmového území. Sdružuje celkem 3 obce a byl založen v roce 2004.

## Obce sdružené v mikroregionu
- Dubí
- Novosedlice
- Proboštov